# Figueroa Pequeño
Figueroa Pequeño (llamada oficialmente Figueroa Pequeno) es una aldea española situada en la parroquia de Figueroa, del municipio de Abegondo, en la provincia de La Coruña, Galicia.

## Demografía
| Gráfica de evolución demográfica de Figueroa Pequeño entre 1999 y 2018 |
|                                                                        |
| Datos según el nomenclátor publicado por el INE.                       |